# Microdochium fusarioides
Microdochium fusarioides är en svampart som beskrevs av D.C. Harris 1985. Microdochium fusarioides ingår i släktet Microdochium, ordningen kolkärnsvampar, klassen Sordariomycetes, divisionen sporsäcksvampar och riket svampar.   Inga underarter finns listade i Catalogue of Life.